# Sonate pour violon et piano no 10 de Beethoven
Pour les articles homonymes, voir Sonate pour violon et piano.
La Sonate pour violon no 10 en sol majeur, opus 96, de Ludwig van Beethoven, est une sonate pour violon et piano composée en 1812. Beethoven la publia en 1816 et la dédia à l’Archiduc Rodolphe.

## Historique
Sa composition fut postérieure de dix années à celle de la Sonate « à Kreutzer » et fut la contemporaine exacte de celle de la Septième Symphonie.
La première exécution de la sonate a eu lieu en privé le 29 décembre 1812 au domicile du prince Joseph Franz von Lobkowitz avec comme interprètes Pierre Rode au violon et au piano l'Archiduc Rodolphe, qui était un élève de Beethoven. La création officielle a eu lieu le 7 janvier 1813 avec les mêmes interprètes.

## Structure
Elle comporte quatre mouvements :
1. Allegro moderato (en sol majeur, à 
, 281 mesures)
2. Adagio espressivo (en mi bémol majeur, à 
, 67 mesures)
3. Scherzo. Allegro (en sol mineur, à 
, 129 mesures)
4. Poco Allegretto (en sol majeur, à 
, 295 mesures)

Le dernier mouvement fut écrit dans le style de Pierre Rode. Peu de temps avant la complétion de l’œuvre, Beethoven écrit à l’Archiduc Rudolphe : « …Je n’ai pas mis trop de fougue dans le dernier mouvement par simple souci de ponctualité mais surtout car, en l’écrivant, je dus considérer la manière de jouer de Rode. Dans nos finales, nous aimons les passages rapides et résonnants, mais cela ne plaît pas à Rode et me freine en quelque sorte ». En conséquence, la finale fut un ensemble de sept variations suivies d’une courte coda basée sur un thème joyeux.
L’exécution de l’œuvre prend approximativement 27 minutes.
Elle est décrite comme la plus charmante des sonates pour violon de Beethoven, dotée d’une « beauté extrêmement calme et délicate » et constituant en ce sens un « test pour les interprètes car tout doit être joué à la perfection, et ce dès le tout premier trille introduisant la pièce ». Ce fameux trille initial fait partie intégrante du sujet. Selon une tradition provenant de Joachim et Clara Schumann, il devrait toujours être conclu sur un gruppetto. Pourtant, d’un autre côté, plusieurs interprètes notables tels que Anne-Sophie Mutter préfèrent ne pas le conclure ainsi.